# (38202) 1999 LM33
(38202) 1999 LM33 est un astéroïde de la ceinture principale d'astéroïdes découvert en 1999.

## Description
(38202) 1999 LM33 a été découvert le 10 juin 1999 à l'observatoire Palomar, situé au nord de San Diego en Californie, par le programme Near Earth Asteroid Tracking (NEAT).

### Caractéristiques orbitales
L'orbite de cet astéroïde est caractérisée par un demi-grand axe de 2,19 ua, un périhélie de 1,79 ua, une excentricité de 0,18 et une inclinaison de 4,23° par rapport à l'écliptique. Du fait de ces caractéristiques, à savoir un demi-grand axe compris entre 2 et 3,2 ua et un périhélie supérieur à 1,666 ua, il est classé, selon la JPL Small-Body Database, comme objet de la ceinture principale d'astéroïdes.

### Caractéristiques physiques
(38202) 1999 LM33 a une magnitude absolue (H) de 14,9 et un albédo estimé à 0,464.